# 巴吉斯府

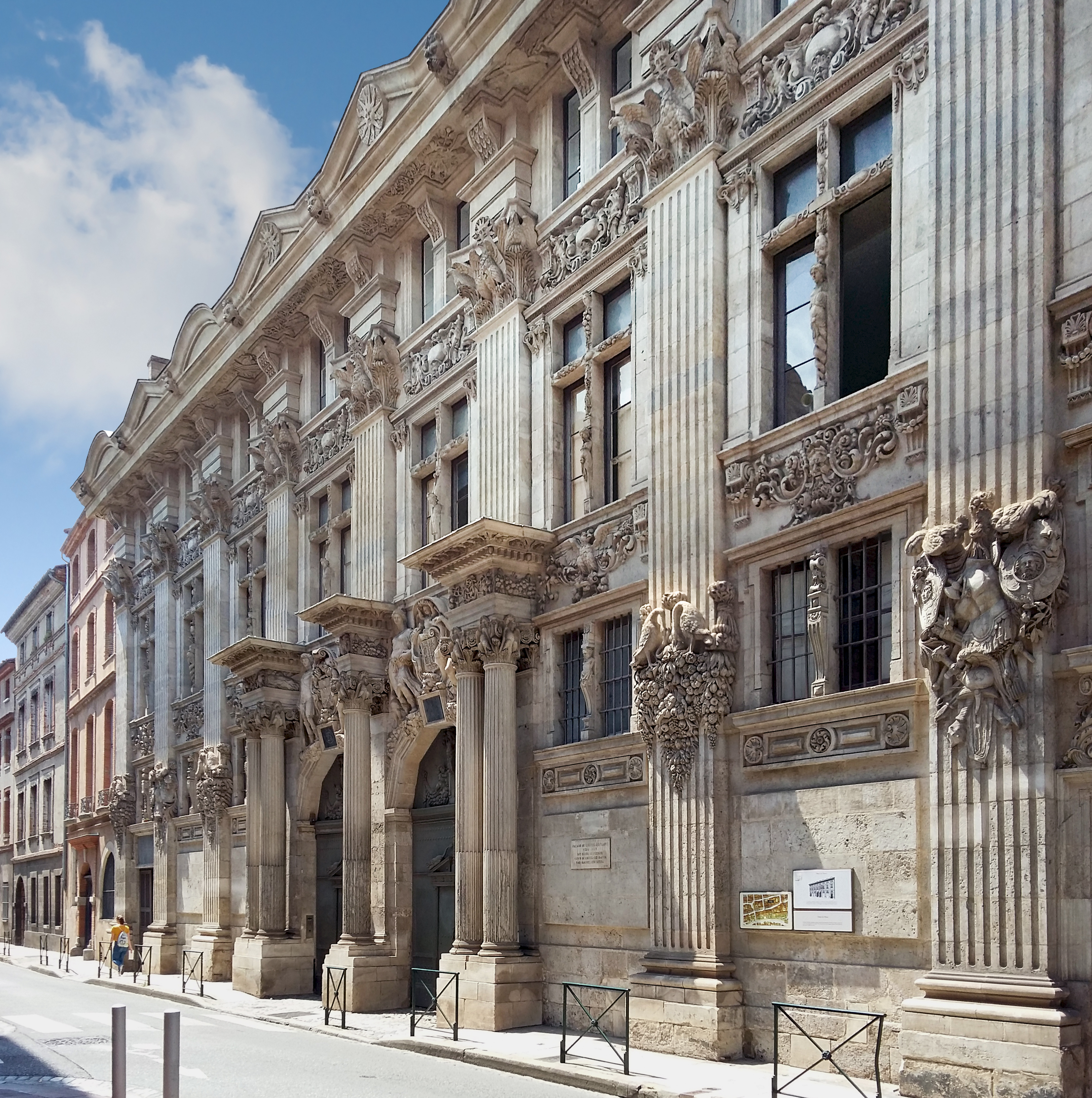
巴吉斯府

巴吉斯府（法語：Hôtel de Bagis）是一座16世纪文艺复兴法式府邸，位于法国图卢兹历史中心的达尔巴德街25号。1889年公布为法国历史遗迹。
巴吉斯府又名克拉里府（Hôtel de Clary），得名于17世纪初的业主；或石头大厦（Hôtel de pierre），因为它沿街壮观的立面完全用石头建造，这在17世纪的图卢兹是独一无二的。

## 历史
巴吉斯府于1537年开始建造，由波尔多议会议员让·德·巴吉斯（Jean de Bagis）委托著名的图卢兹建筑师尼古拉·巴舍利耶（Nicolas Bachelier）设计。1611年，建筑师皮埃尔·苏弗龙（Pierre Souffron）进行了改建，沿街建造了完全用石头砌成的新立面。雕塑装饰直到19世纪才完成。